# King's Men
I King's Men, gli uomini del re, è una compagnia di attori a cui apparteneva William Shakespeare (1564-1616) per gran parte della sua carriera.

## Storia
Precedentemente noti come The Lord Chamberlain's Men, durante il regno della regina Elisabetta I, diventarono i King's Men nel 1603, quando re Giacomo I ascese al trono e divenne patrono della compagnia. Il patentino reale del 19 maggio 1603 mostra i nomi degli attori in questo ordine: Lawrence Fletcher, William Shakespeare, Richard Burbage, Augustine Phillips, John Heminges, Henry Condell, William Sly, Robert Armin, Richard Cowley, «e il resto dei loro compagni ...». I nove citati per nome divennero i Grooms of the Chamber. Il 15 marzo 1604, ad ognuno dei nove uomini nominati nel patentino sono stati forniti quattro metri e mezzo di stoffa rossa per la processione dell'incoronazione.